# Andrea Mantovani
Andrea Mantovani (Torino, 22 giugno 1984) è un ex calciatore italiano, di ruolo difensore.

## Biografia
Nel 2009 ha sposato Elisa Leka, la coppia aveva già un figlio, Louis Carlos, nato a novembre 2008. Il 10 aprile 2012 è nata la secondogenita, Maria Chloe.

## Caratteristiche tecniche
Nato come difensore centrale, era in grado di giocare anche sulle fasce esterne, sia destra che sinistra. In caso di necessità poteva giocare in una difesa formata da tre uomini o come esterno di centrocampo in una linea mediana formata da cinque giocatori.

## Carriera

### Club

#### Torino e Triestina
Ha iniziato la sua carriera al Torino, a cinque anni, facendo tutta la trafila delle giovanili granata. Il suo primo contratto firmato, con il Torino in Serie B, è stato un quadriennale a 2,4 milioni di lire al mese che sarebbero diventati 2,8 in caso di promozione della squadra in massima serie. Nella stagione 2001-2002 viene talvolta convocato in prima squadra, in cui esordisce il 19 gennaio 2003 in un pareggio a reti inviolate contro il Como, valido per la 17ª giornata di Serie A, sostituendo Gianluca Comotto nel finale del primo tempo. Chiude la prima stagione con 8 presenze, di cui 4 da titolare.
Dopo la retrocessione della squadra nel 2003, è stato ceduto in prestito in Serie B alla Triestina. Qui gioca da titolare, collezionando a fine stagione 39 presenze in campionato con le prime reti da professionista: segna al Messina nella 24ª giornata e al Palermo nella 44ª giornata.
Nella stagione 2004-2005 torna a Torino dove gioca 28 partite della stagione regolare (con un gol all'attivo) più 4 incontri nei play-off vinti dalla squadra granata; conquistata quindi la promozione, la società fallisce e i giocatori rimangono svincolati.

#### Chievo
L'11 agosto 2005 firma un contratto con il Chievo insieme al compagno di squadra Giovanni Marchese, venendo poi ceduto in compartecipazione alla Juventus, per un milione di euro. Aggregato ai clivensi, nella prima stagione in Veneto gioca 4 partite di campionato (chiuso al settimo posto divenuto quarto dopo le vicende di Calciopoli) e una di Coppa Italia.
Nel 2006 il Chievo riscatta l'intero cartellino del giocatore dalla Juventus, in quel tempo travolta dal caso Calciopoli, per circa 300.000 €. Nella stagione 2006-2007 gioca 18 partite in campionato (terminato con la retrocessione in Serie B), 4 partite in Coppa Italia, e 3 partite delle coppe europee, che risultano essere le sue prime in ambito internazionale: gioca infatti le due partite del terzo turno preliminare di Champions League contro i bulgari del Levski Sofia, in cui la squadra viene eliminata e retrocessa in Coppa UEFA, competizione nella quale Mantovani gioca l'andata del primo turno contro i portoghesi del Braga al termine del quale i clivensi saranno eliminati anche da questa competizione. A fine stagione, il 16 giugno, rinnova il contratto con la società veronese fino al 2012.
Nella stagione 2007-2008 gioca 37 partite di Serie B su 42, segnando 4 gol (record personale) e ottenendo l'immediata promozione in Serie A vincendo il campionato; disputa anche una partita in Coppa Italia. Nel giugno del 2008 firma un nuovo contratto di quattro anni con la società. Nell'annata 2008-2009 gioca 31 partite in Serie A (con 2 gol) e una partita in Coppa Italia. Nella stagione 2009-2010 le presenze in campionato sono 36 (con 3 reti), mentre quelle in Coppa Italia sono 2. Nella sesta e ultima annata in gialloblu, la 2010-2011, gioca un ottimo campionato, con 31 partite all'attivo. In scadenza di contratto nel giugno 2012, lascia la squadra veneta - di cui era divenuto uno dei giocatori più importanti - dopo 169 presenze complessive con 9 reti totali.

#### Palermo
Il 6 luglio 2011 viene acquistato dal Palermo per 3,5 milioni di euro, con cui firma un contratto quadriennale da 700.000 euro a stagione. Il Presidente della società, Maurizio Zamparini, aveva già ufficiosamente comunicato l'ingaggio del giocatore il 30 giugno; in Sicilia ritrova Stefano Pioli, già suo allenatore nell'ultima stagione al Chievo.
Il 28 luglio esordisce in maglia rosanero in occasione della sfida di andata del terzo turno preliminare di Europa League allo Stadio Renzo Barbera contro gli svizzeri del Thun (2-2), giocando titolare. Il 22 gennaio 2012, in occasione della 19ª giornata di campionato contro il Genoa, realizza la sua prima rete in maglia rosanero (quella del parziale 3-1, nel 5-3 finale).
Nella partita della 30ª giornata giocata il 1º aprile e vinta per 3-1 in trasferta contro il Bologna, Mantovani ha vestito la fascia di capitano rosanero per la prima volta, vista la sostituzione di Giulio Migliaccio a cui subentra Igor Budan, l'infortunio di Federico Balzaretti e l'assenza di Fabrizio Miccoli; mantiene la fascia fino all'espulsione, cedendola quindi ad Abel Hernández, anch'egli capitano per la prima volta. Due giornate dopo, nella gara dell'11 aprile all'Artemio Franchi contro la Fiorentina, è capitano per la prima volta da inizio partita.
Capitano per la terza ed ultima volta contro il Parma, colleziona 27 presenze complessive in stagione (24 in campionato, una in Coppa Italia e 2 in Europa League, realizzando un'ulteriore rete in Inter-Palermo (4-4) del 21º turno.
Nel 4-4-2 di Devis Mangia trova poco spazio, giocando 5 partite di cui 2 da subentrato; poi, una volta subentrato Bortolo Mutti sulla panchina rosanero, Mantovani diventa pedina inamovibile e ha chiuso la stagione da titolare spesso in una difesa composta da 3 uomini, contribuendo alla salvezza dei rosanero in Serie A.
Iniziata in ritardo la stagione 2012-2013 a causa di problemi fisici. Nella partita contro il Milan della nona giornata di campionato, giocata il 30 ottobre, rimedia una lesione del legamento crociato anteriore sinistro; operato il 9 novembre, la prognosi è stata di quattro mesi. La stagione si conclude con la retrocessione dei rosanero, sancita il 12 maggio 2013 dalla sconfitta esterna per 1-0 contro la Fiorentina della 37ª giornata. Rientra in campo nell'ultima partita di campionato del 19 maggio 2013, subentrando al 63' a Nicolas Viola nella gara persa per 3-1 contro il Parma; era tornato ad allenarsi con la squadra a pieno regime dal 25 aprile.

#### Bologna e Perugia
Non convocato dal Palermo in vista della stagione 2013-2014 per il ritiro estivo a Sankt Lambrecht, il 29 agosto 2013 si trasferisce al Bologna con la formula del prestito con diritto di riscatto, ritrovando ancora una volta Stefano Pioli come allenatore.
Esordisce due giorni dopo nella gara di campionato pareggiata per 2-2 contro la Sampdoria, valida per la seconda giornata, subentrando a Marek Čech al 65'.
A fine stagione retrocede in Serie B con i felsinei, i quali non attivano il diritto di riscatto con Mantovani che fa ritorno a Palermo. Successivamente, l'11 settembre 2014, trova l’accordo con la società rossonere però risolvere consensualmente il proprio contratto. Durante la sessione invernale di mercato, il 1º febbraio 2015, si accorda con il Perugia, in serie cadetta; con gli umbri raggiunge a fine stagione i play-off, persi al turno preliminare contro il Pescara.

#### Vicenza e Novara
Il 28 luglio 2015 viene ceduto a titolo definitivo al Vicenza con cui firma un contratto di durata biennale.
Debutta con i lanerossi il successivo 9 agosto nella gara di Coppa Italia vinta ai rigori contro il Cosenza.
A metà stagione, il 30 gennaio 2016, lascia il club veneto e passa al Novara, nell'ambito di un’operazione che vede Francesco Signori compiere il tragitto inverso.
Con i piemontesi conclude la stagione regolare all'ottavo posto, comquistando l'accesso ai play-off per la promozione in Serie A, persi in semifinale contro il Pescara.
Dopo altre sue stagioni in Piemonte, il 24 agosto 2018 viene acquistato a titolo definitivo dal L.R. Vicenza, nel frattempo fallito e retrocesso in Serie C.
Gioca una sola stagione e conclude il campionato con 21 presenze e una rete contro il Südtirol, prima di annunciare il proprio ritiro dal calcio giocato.

### Nazionale
Ha rappresentato l'Italia a livello giovanile vestendo le maglie di tutte le selezioni, dall'Under-15 all'Under-21.
Nel 2001 ha partecipato l'europeo Under-16; mentre nel 2002 ha vinto - da capitano - l'europeo Under-19.
Ha poi preso parte ai campionati europei Under-21 del 2006 e del 2007; con la massima selezione giovanile ha disputato in tutto 16 partite.

## Dopo il ritiro
Dal 2022, Mantovani ha collaborato con Rai Sport come opinionista.

## Statistiche

### Presenze e reti nei club
| Stagione        | Squadra         | Campionato      | Campionato | Campionato | Coppe nazionali | Coppe nazionali | Coppe nazionali | Coppe continentali | Coppe continentali | Coppe continentali | Altre coppe | Altre coppe | Altre coppe | Totale | Totale |
| Stagione        | Squadra         | Comp            | Pres       | Reti       | Comp            | Pres            | Reti            | Comp               | Pres               | Reti               | Comp        | Pres        | Reti        | Pres   | Reti   |
| --------------- | --------------- | --------------- | ---------- | ---------- | --------------- | --------------- | --------------- | ------------------ | ------------------ | ------------------ | ----------- | ----------- | ----------- | ------ | ------ |
| 2001-2002       | Torino          | A               | 0          | 0          | CI              | 0               | 0               | -                  | -                  | -                  | -           | -           | -           | 0      | 0      |
| 2002-2003       | Torino          | A               | 8          | 0          | CI              | 0               | 0               | -                  | -                  | -                  | -           | -           | -           | 8      | 0      |
| 2003-2004       | Triestina       | B               | 39         | 2          | -               | -               | -               | -                  | -                  | -                  | -           | -           | -           | 39     | 2      |
| 2004-2005       | Torino          | B               | 28+4       | 1          | CI              | 6               | 1               | -                  | -                  | -                  | -           | -           | -           | 38     | 2      |
| Totale Torino   | Totale Torino   | Totale Torino   | 36+4       | 1          |                 | 6               | 1               |                    | -                  | -                  |             | -           | -           | 46     | 2      |
| 2005-2006       | Chievo          | A               | 4          | 0          | CI              | 1               | 0               | -                  | -                  | -                  | -           | -           | -           | 5      | 0      |
| 2006-2007       | Chievo          | A               | 18         | 0          | CI              | 4               | 0               | UCL+CU             | 2+1                | 0                  | -           | -           | -           | 25     | 0      |
| 2007-2008       | Chievo          | B               | 37         | 4          | CI              | 1               | 0               | -                  | -                  | -                  | -           | -           | -           | 38     | 4      |
| 2008-2009       | Chievo          | A               | 31         | 2          | CI              | 1               | 0               | -                  | -                  | -                  | -           | -           | -           | 32     | 2      |
| 2009-2010       | Chievo          | A               | 36         | 3          | CI              | 2               | 0               | -                  | -                  | -                  | -           | -           | -           | 38     | 3      |
| 2010-2011       | Chievo          | A               | 31         | 0          | CI              | 0               | 0               | -                  | -                  | -                  | -           | -           | -           | 31     | 0      |
| Totale Chievo   | Totale Chievo   | Totale Chievo   | 157        | 9          |                 | 9               | 0               |                    | 3                  | 0                  |             | -           | -           | 169    | 9      |
| 2011-2012       | Palermo         | A               | 24         | 2          | CI              | 1               | 0               | UEL                | 2                  | 0                  | -           | -           | -           | 27     | 2      |
| 2012-2013       | Palermo         | A               | 6          | 0          | CI              | 0               | 0               | -                  | -                  | -                  | -           | -           | -           | 6      | 0      |
| Totale Palermo  | Totale Palermo  | Totale Palermo  | 30         | 2          |                 | 1               | 0               |                    | 2                  | 0                  |             | -           | -           | 33     | 2      |
| 2013-2014       | Bologna         | A               | 21         | 0          | CI              | 1               | 0               | -                  | -                  | -                  | -           | -           | -           | 22     | 0      |
| gen.-giu. 2015  | Perugia         | B               | 9+1        | 0          | CI              | -               | -               | -                  | -                  | -                  | -           | -           | -           | 10     | 0      |
| 2015-gen. 2016  | L.R. Vicenza    | B               | 17         | 0          | CI              | 2               | 0               | -                  | -                  | -                  | -           | -           | -           | 19     | 0      |
| gen.-giu. 2016  | Novara          | B               | 14+3       | 0          | CI              | -               | -               | -                  | -                  | -                  | -           | -           | -           | 17     | 0      |
| 2016-2017       | Novara          | B               | 24         | 0          | CI              | 0               | 0               | -                  | -                  | -                  | -           | -           | -           | 24     | 0      |
| 2017-2018       | Novara          | B               | 22         | 0          | CI              | 1               | 0               | -                  | -                  | -                  | -           | -           | -           | 23     | 0      |
| Totale Novara   | Totale Novara   | Totale Novara   | 60+3       | 0          |                 | 1               | 0               |                    | -                  | -                  |             | -           | -           | 64     | 0      |
| ago. 2018-2019  | Vicenza         | C               | 21         | 1          | CI-C            | 1               | 0               | -                  | -                  | -                  | -           | -           | -           | 22     | 1      |
| Totale Vicenza  | Totale Vicenza  | Totale Vicenza  | 38         | 1          |                 | 3               | 0               |                    | -                  | -                  |             | -           | -           | 41     | 1      |
| Totale carriera | Totale carriera | Totale carriera | 398        | 15         |                 | 21              | 1               |                    | 5                  | 0                  |             | -           | -           | 424    | 16     |

## Palmarès

### Club
- Campionato italiano di Serie B: 2

Torino: 2004-2005
Chievo: 2007-2008

### Nazionale
- Campionato d'Europa Under-19: 1

Liechtenstein 2003